# Cattleya angereri
Cattleya angereri är en orkidéart som först beskrevs av Guido Frederico João Pabst, och fick sitt nu gällande namn av Van den Berg. Cattleya angereri ingår i släktet Cattleya och familjen orkidéer. Inga underarter finns listade i Catalogue of Life.